# Municipio de Eagle (condado de Lonoke)
El municipio de Eagle (en inglés: Eagle Township) es un municipio ubicado en el condado de Lonoke en el estado estadounidense de Arkansas. En el año 2010 tenía una población de 1719 habitantes y una densidad poblacional de 47,7 personas por km².

## Geografía
El municipio de Eagle se encuentra ubicado en las coordenadas 34°53′31″N 91°56′59″O / 34.89194, -91.94972. Según la Oficina del Censo de los Estados Unidos, el municipio tiene una superficie total de 36.04 km², de la cual 34.61 km² corresponden a tierra firme y (3.97%) 1.43 km² es agua.

## Demografía
Según el censo de 2010, había 1719 personas residiendo en el municipio de Eagle. La densidad de población era de 47,7 hab./km². De los 1719 habitantes, el municipio de Eagle estaba compuesto por el 96.97% blancos, el 0.35% eran afroamericanos, el 0.35% eran amerindios, el 0.41% eran asiáticos, el 0.12% eran isleños del Pacífico, el 0.58% eran de otras razas y el 1.22% pertenecían a dos o más razas. Del total de la población el 1.57% eran hispanos o latinos de cualquier raza.